# 58373 Albertoalonso
58373 Albertoalonso è un asteroide della fascia principale. Scoperto nel 1995, presenta un'orbita caratterizzata da un semiasse maggiore pari a 2,5881732 UA e da un'eccentricità di 0,3131366, inclinata di 26,47272° rispetto all'eclittica.